# Latronche
Latronche är en kommun i departementet Corrèze i regionen Nouvelle-Aquitaine i de centrala delarna av Frankrike. Kommunen ligger  i kantonen Lapleau som tillhör arrondissementet Tulle. År 2022 hade Latronche 114 invånare.

## Befolkningsutveckling
Antalet invånare i kommunen Latronche
Referens:INSEE